# 菅沼政一
菅沼 政一（すがぬま まさかず、1925年8月5日 - 1990年3月20日）は、日本の経営者。三菱倉庫社長、会長を務めた。兵庫県出身。

## 経歴
1949年に東京大学法学部を卒業し、同年に三菱倉庫に入社。1976年に取締役に就任し、1980年に常務、1984年に専務を経て、1987年6月に社長に就任。
1990年3月20日急性心不全で在任中に死去。64歳没。